# Vinezac
Vinezac est une commune française située dans le département de l’Ardèche, en région Auvergne-Rhône-Alpes.

## Géographie

### Situation et description
Vinezac se situe en Ardèche méridionale, en Basse Cévenne, à quelques kilomètres à l’ouest de la rivière Ardèche. Son altitude à la mairie de la commune est de 228 mètres.

### Communes limitrophes
Vinezac est limitrophe de sept communes, toutes situées dans le département de l'Ardèche :

### Géologie relief et végétation

#### Géologie
Vinezac est située sur la limite des sols siliceux (grès du Trias) et les sédiments calcaires épais du bassin du sud-est. On trouve dans les calcaires de nombreux fossiles, parmi lesquels des ammonites et des bivalves. On trouve également de nombreux crinoïdes, sous la forme d’empilements de segments en forme d’étoiles à cinq branches de quelques millimètres de diamètre. On peut également trouver des oursins. L’ensemble de ces animaux signe une origine marine à ces sédiments.
Ce contexte géologique particulier a permis la formation d'un phénomène karstique remarquable : la fontaine de Boude.
La végétation naturelle est hétérogène, et elle est en corrélation directe avec les types de sols et le climat. Vinezac est dans l'étage supra-méditerranéen, l'étage méditerranéen le plus septentrional.

#### Végétation
Les terrains siliceux sont plus humides (car leur richesse relative en argiles d’altération les rend imperméables) et ils permettent donc l’apparition de forêts. Les essences les plus courantes sont le châtaignier, le pin maritime et le chêne pubescent. On trouve également des chênes verts. Le sous-bois est peuplé de buis et de bruyères. Les champignons de sous-bois abondent, et font le régal des gastronomes : girolles, chanterelles jaunissantes (« craterelles »), trompettes de la mort, lactaires délicieux et lactaires sanguins (« marseillais »), et en quantités moindres, cèpes de Bordeaux et cèpes noirs (« tête de nègre »).
Les terrains calcaires sont perméables en grand, et du fait de l’irrégularité des précipitations au cours de l’année, ils sont généralement très secs. On y trouve une garrigue peuplée de buis, d’argelas (ajonc de Provence) et de genévriers cade. On trouve également beaucoup de thym, de romarin et de ronce. On peut y trouver des morilles au printemps, et des truffes, en association avec les chênes, en hiver. Cette zone bien drainée est propice aux cultures de la vigne et de l’olivier.

### Climat
Le climat est méditerranéen à influences cévenoles. L’été est sec et chaud, et l’automne est caractérisé par de très forts orages ponctuels, associés à des précipitations extrêmement élevées (jusqu’à plusieurs décimètres d’eau en 24 heures). L’hiver est doux, mais le caractère continental de la commune, située à environ 200 kilomètres de la mer Méditerranée, permet des chutes de neige ponctuelles.

### Hydrographie
Le territoire de la commune est longé par la Lande, un ruisseau affluent de la Ligne, celle-ci étant un affluent de l'Ardèche et donc un sous-affluent du Rhône.

### Voies de communication
Le territoire communal est traversé par la route départementale 104 (RD104), ancienne RN104, qui relie Loriol-sur-Drôme (26) à Courry (30).

### Climat
Pour des articles plus généraux, voir Climat d'Auvergne-Rhône-Alpes et Climat de l'Ardèche.
En 2010, le climat de la commune est de type climat méditerranéen altéré, selon une étude du CNRS s'appuyant sur une série de données couvrant la période 1971-2000. En 2020, Météo-France publie une typologie des climats de la France métropolitaine dans laquelle la commune est exposée à un climat de montagne ou de marges de montagne et est dans la région climatique  Provence, Languedoc-Roussillon, caractérisée par une pluviométrie faible en été, un très bon ensoleillement (2 600 h/an), un été chaud (21,5 °C), un air très sec en été, sec en toutes saisons, des vents forts (fréquence de 40 à 50 % de vents > 5 m/s) et peu de brouillards. 
Pour la période 1971-2000, la température annuelle moyenne est de 12,7 °C, avec une amplitude thermique annuelle de 17,3 °C. Le cumul annuel moyen de précipitations est de 980 mm, avec 7,3 jours de précipitations en janvier et 4,4 jours en juillet. Pour la période 1991-2020, la température moyenne annuelle observée sur la station météorologique de Météo-France la plus proche, « Lanas Syn », sur la commune de Lanas à 6 km à vol d'oiseau, est de 13,7 °C et le cumul annuel moyen de précipitations est de 1 066,6 mm,. Pour l'avenir, les paramètres climatiques de la commune estimés pour 2050 selon différents scénarios d'émission de gaz à effet de serre sont consultables sur un site dédié publié par Météo-France en novembre 2022.

## Urbanisme

### Typologie
Au 1er janvier 2024, Vinezac est catégorisée commune rurale à habitat dispersé, selon la nouvelle grille communale de densité à 7 niveaux définie par l'Insee en 2022.
Elle appartient à l'unité urbaine d'Aubenas, une agglomération intra-départementale dont elle est une commune de la banlieue,. Par ailleurs la commune fait partie de l'aire d'attraction d'Aubenas, dont elle est une commune de la couronne,. Cette aire, qui regroupe 68 communes, est catégorisée dans les aires de 50 000 à moins de 200 000 habitants,.

### Occupation des sols
L'occupation des sols de la commune, telle qu'elle ressort de la base de données européenne d’occupation biophysique des sols Corine Land Cover (CLC), est marquée par l'importance des territoires agricoles (47 % en 2018), en diminution par rapport à 1990 (55,3 %). La répartition détaillée en 2018 est la suivante : 
milieux à végétation arbustive et/ou herbacée (28,4 %), cultures permanentes (25,5 %), zones agricoles hétérogènes (16,2 %), forêts (15,1 %), zones urbanisées (9,5 %), prairies (5,3 %).
L'évolution de l’occupation des sols de la commune et de ses infrastructures peut être observée sur les différentes représentations cartographiques du territoire : la carte de Cassini (XVIIIe siècle), la carte d'état-major (1820-1866) et les cartes ou photos aériennes de l'IGN pour la période actuelle (1950 à aujourd'hui).

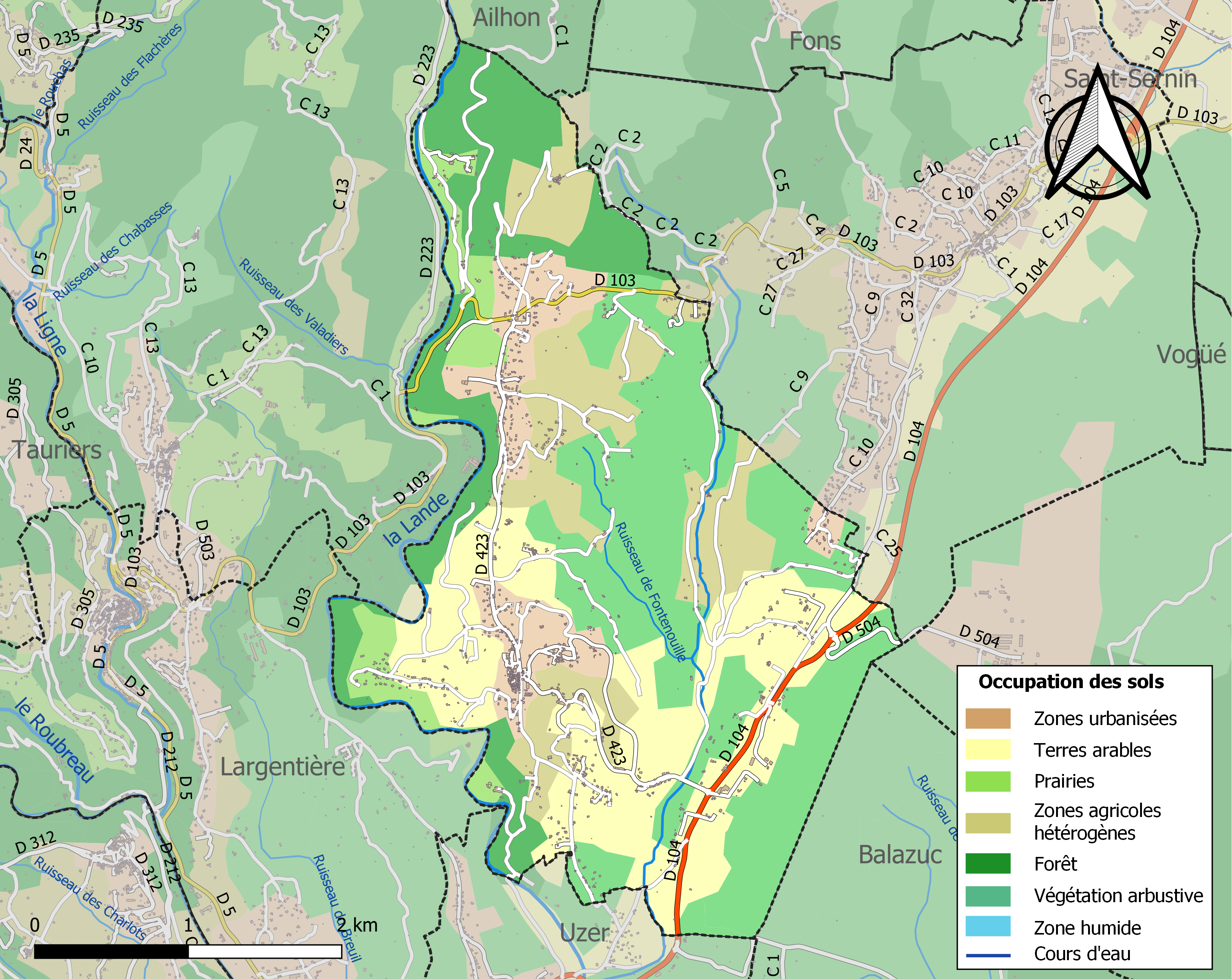
Carte des infrastructures et de l'occupation des sols de la commune en 2018 (CLC).

## Toponymie
Son nom proviendrait de l’activité principale : la fabrication du vin.
Jusqu’au début du XXe siècle, Vinezac s’écrivait avec un accent aigu (Vinézac). Aujourd’hui, cet accent est perdu, certainement en corrélation avec la prononciation (/vineuzac/)

## Histoire

### Moyen Âge
La seigneurie de Vinezac fut aux mains des Jullien de Vinezac de 1256 (date à laquelle Aymard de Jullien et Pierre de Laundun coachètent la seigneurie à l'évêque de Viviers, Hugues de la Tour) à 1348 (date à laquelle la seigneurie est portée en dot au mariage de Aigline de Jullien avec Béranger de Loubaresse), puis de 1644 (date du mariage de Louis de Jullien avec Marie de Charbonnel de Chauzon, Dame de Vinezac) à la Révolution française. La famille Jullien de Vinezac résidait dans son château du même nom. Joseph-Xavier de Jullien de Vinezac en est l'un des membres les plus connus.

### Époque contemporaine
En 1834, la vigne occupait 48 % du territoire de la commune. Avant 1850, la surface moyenne des exploitations agricoles y était d'environ 2 ha et 80 % d'entre elles mesuraient moins de 5 ha. Une exploitation typique entretenait environ 1 ha de vigne, 40 ares de labours et 20 ares de châtaigniers. Le tout, additionné d'un porc, une chèvre et quelques poules et moutons, nourrissait une famille dont la taille à l'époque tournait autour de 6 à 8 personnes. L'argent ne provenait que d'une quinzaine d'hectolitres de vin et de 25 à 30 kg de cocons de ver à soie. L'exode saisonnier était donc très courant, qui apportait le complément d'argent nécessaire aux dépenses des foyers. En effet il fallait désintéresser les nombreux cohéritiers et le prix de la terre était élevé pour des parcelles certes petites mais recherchées par autant de gens.

## Politique et administration

### Liste des maires
| Période                                  | Période                     | Identité           | Étiquette | Qualité                          |
| ---------------------------------------- | --------------------------- | ------------------ | --------- | -------------------------------- |
| Les données manquantes sont à compléter. |                             |                    |           |                                  |
|                                          | 29 juillet 1974             | Denis-Louis Tendil |           |                                  |
| août 1974                                | mars 2001                   | Roger Mollier      | DVD       | Commerçant                       |
| mars 2001                                | mars 2014                   | Pierre Manent      | PS        | Directeur d’établissement social |
| mars 2014                                | En cours (au 24 avril 2014) | André Laurent      | DVG       | Infirmier                        |

## Population et société

### Démographie
L'évolution du nombre d'habitants est connue à travers les recensements de la population effectués dans la commune depuis 1793. Pour les communes de moins de 10 000 habitants, une enquête de recensement portant sur toute la population est réalisée tous les cinq ans, les populations de référence des années intermédiaires étant quant à elles estimées par interpolation ou extrapolation. Pour la commune, le premier recensement exhaustif entrant dans le cadre du nouveau dispositif a été réalisé en 2007.

En 2022, la commune comptait 1 388 habitants, en évolution de +1,68 % par rapport à 2016 (Ardèche : +2,48 %, France hors Mayotte : +2,11 %).
| 1793 | 1800 | 1806 | 1821 | 1831  | 1836  | 1841  | 1846  | 1851  |
| ---- | ---- | ---- | ---- | ----- | ----- | ----- | ----- | ----- |
| 841  | 752  | 805  | 874  | 1 117 | 1 167 | 1 176 | 1 338 | 1 379 |

| 1856  | 1861  | 1866  | 1872  | 1876  | 1881 | 1886 | 1891  | 1896  |
| ----- | ----- | ----- | ----- | ----- | ---- | ---- | ----- | ----- |
| 1 361 | 1 215 | 1 167 | 1 130 | 1 140 | 976  | 979  | 1 030 | 1 012 |

| 1901 | 1906 | 1911 | 1921 | 1926 | 1931 | 1936 | 1946 | 1954 |
| ---- | ---- | ---- | ---- | ---- | ---- | ---- | ---- | ---- |
| 957  | 880  | 830  | 701  | 665  | 631  | 601  | 549  | 522  |

| 1962 | 1968 | 1975 | 1982 | 1990 | 1999 | 2006  | 2007  | 2012  |
| ---- | ---- | ---- | ---- | ---- | ---- | ----- | ----- | ----- |
| 534  | 551  | 571  | 686  | 856  | 989  | 1 125 | 1 144 | 1 300 |

| 2017  | 2022  | - | - | - | - | - | - | - |
| ----- | ----- | - | - | - | - | - | - | - |
| 1 371 | 1 388 | - | - | - | - | - | - | - |

### Enseignement
La commune est rattachée à l'académie de Grenoble.

### Médias
La commune est située dans la zone de distribution de deux organes de la presse écrite :
- L'Hebdo de l'Ardèche

Il s'agit d'un journal hebdomadaire français basé à Valence et couvrant l'actualité de tout le département de l'Ardèche.
- Le Dauphiné libéré

Il s'agit d'un journal quotidien de la presse écrite française régionale distribué dans la plupart des départements de l'ancienne région Rhône-Alpes, notamment l'Ardèche. La commune est située dans la zone d'édition de Privas, Aubenas et de la vallée du Rhône.

### Cultes
La communauté catholique et l'église de Vinezac (propriété de la commune) sont rattachées à la paroisse de Saint Joseph en Pays de Ligne, elle-même rattachée au diocèse de Viviers.

## Culture et patrimoine

### Lieux et monuments
L’église romane Notre-Dame-de-l'Annonciation, remarquable pour son plan carré peu commun, classée au titre des Monuments historiques,. Dégradée par le temps, des travaux de restauration sont entamés en octobre 2023.

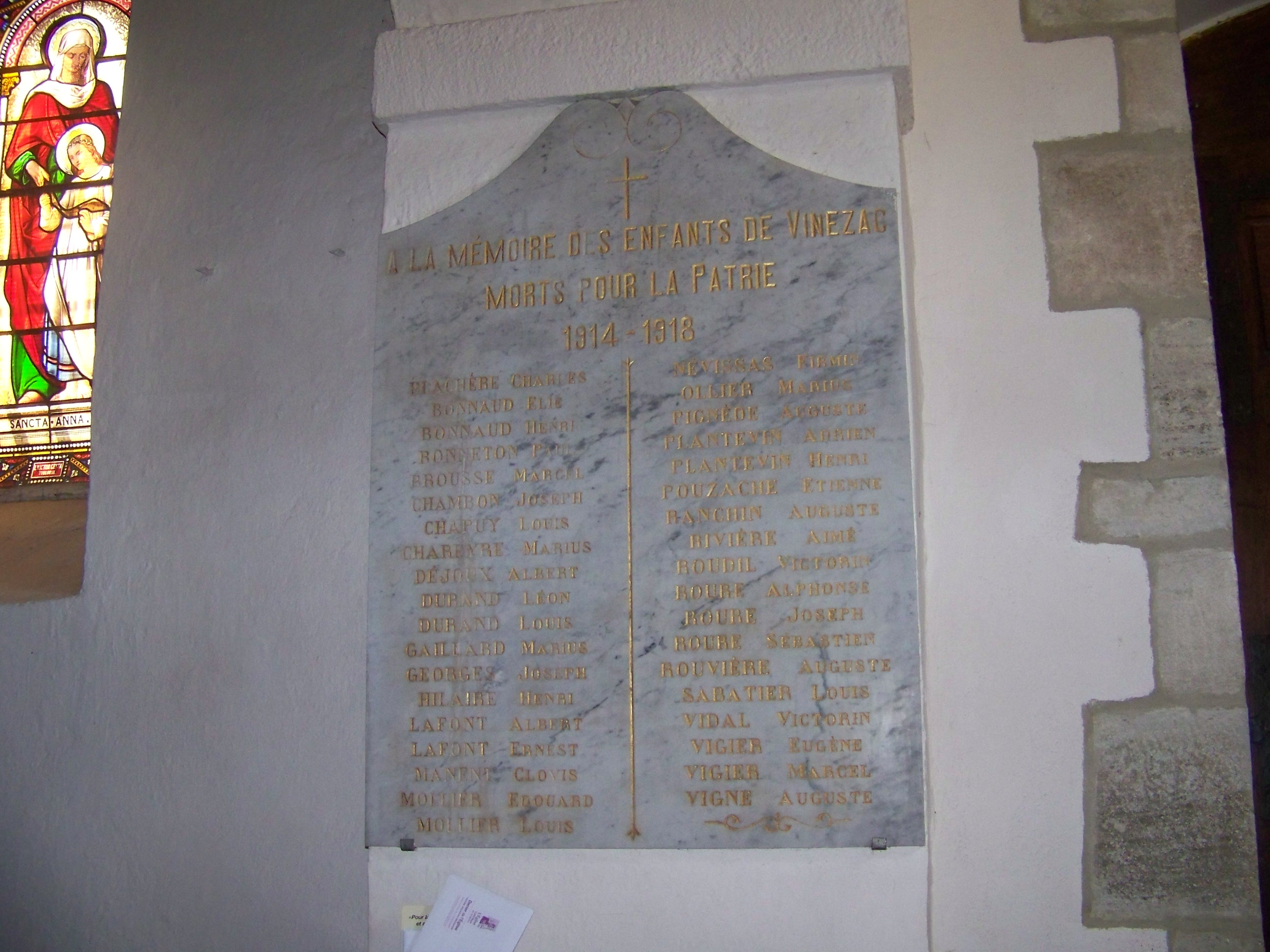
Plaque commémorative

Vinezac présente la particularité de posséder trois châteaux. Au sud, le château Jullien a conservé un important donjon du XIIe siècle, une tour ronde du XIVe siècle et une extension du XVIIe siècle avec un décor en gypserie représentant les quatre saisons, des guirlandes et des danseurs avec tambourins. Ce château accueille l’épicerie-bar du village et l’association Savoir de Terroirs. Du château dit de La Motte, de style roman, on ne devine plus que la présence, tandis que l’ancienne demeure de la famille Charbonnel de Chauzon a été transformée en hôtel-restaurant de prestige.
Hameau de Merzelet. Panorama, point de vue de Merzelet, sur 180° plein sud à 450 m d'altitude.
- Vestiges de mines de fer[26].
- Cul-de-sac routier, départ de plusieurs pistes de secours et d'incendie (DFCI) permettant des randonnées pédestres.

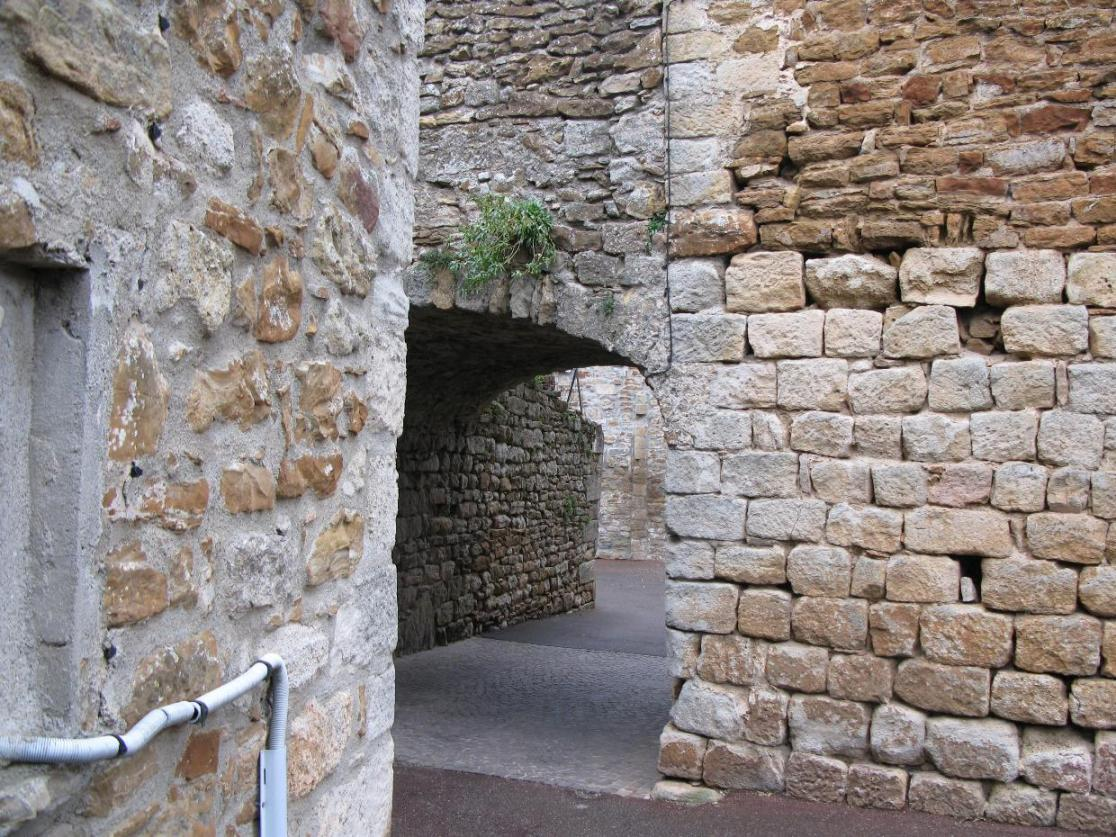
Dans les ruelles de Vinezac.
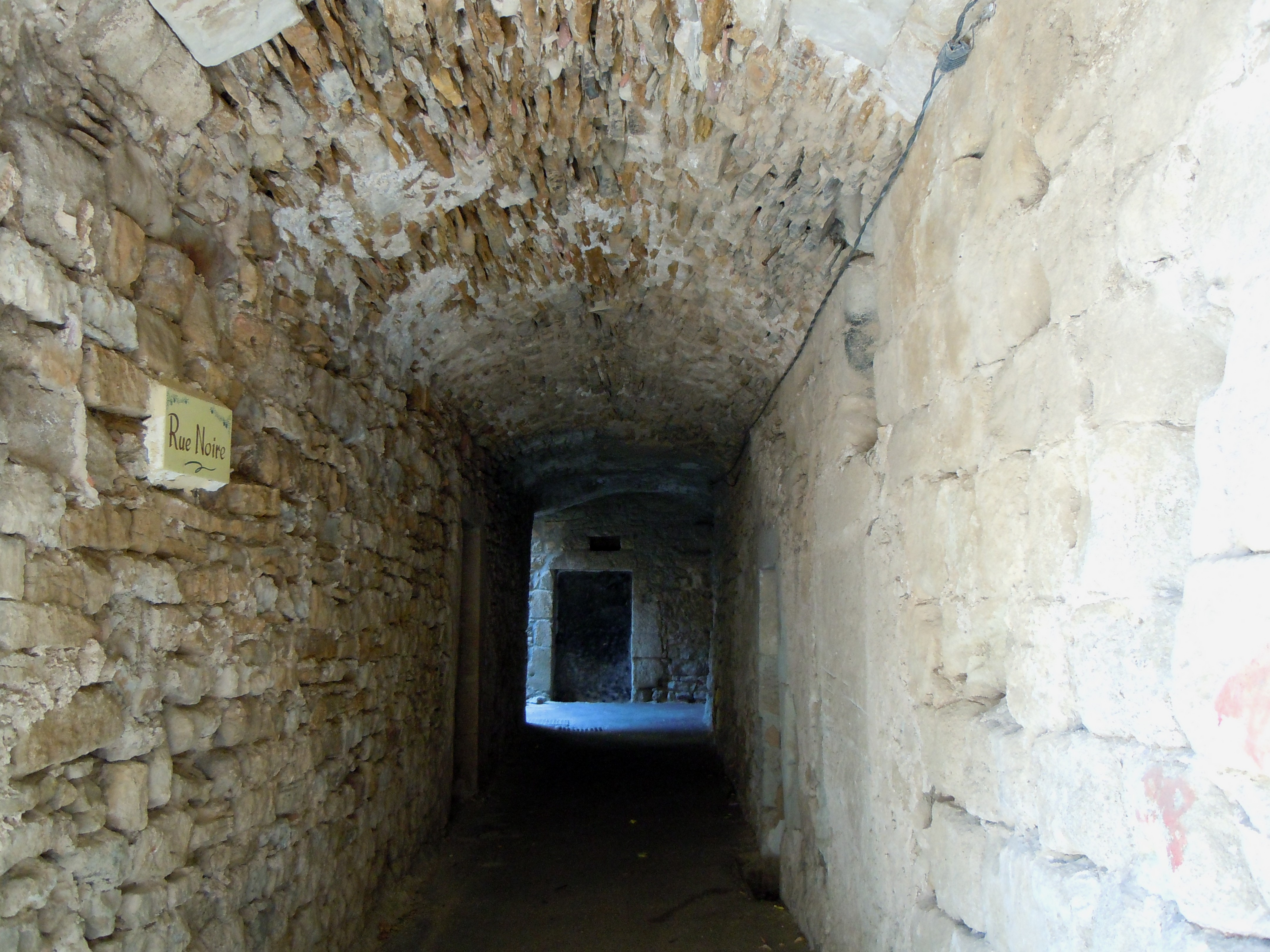
Rue Noire.
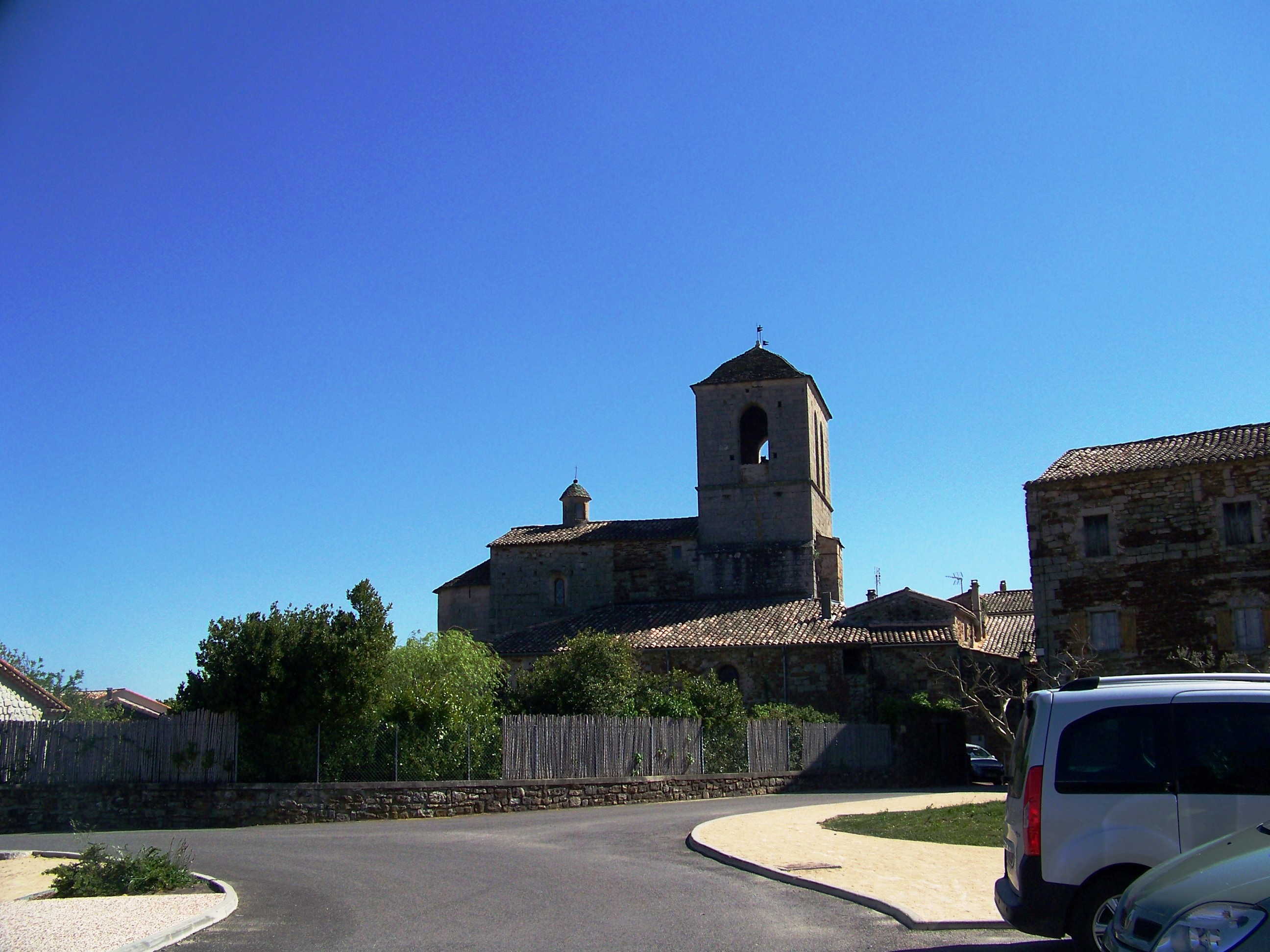
Église Notre-Dame-de-l'Annonciation de Vinezac.
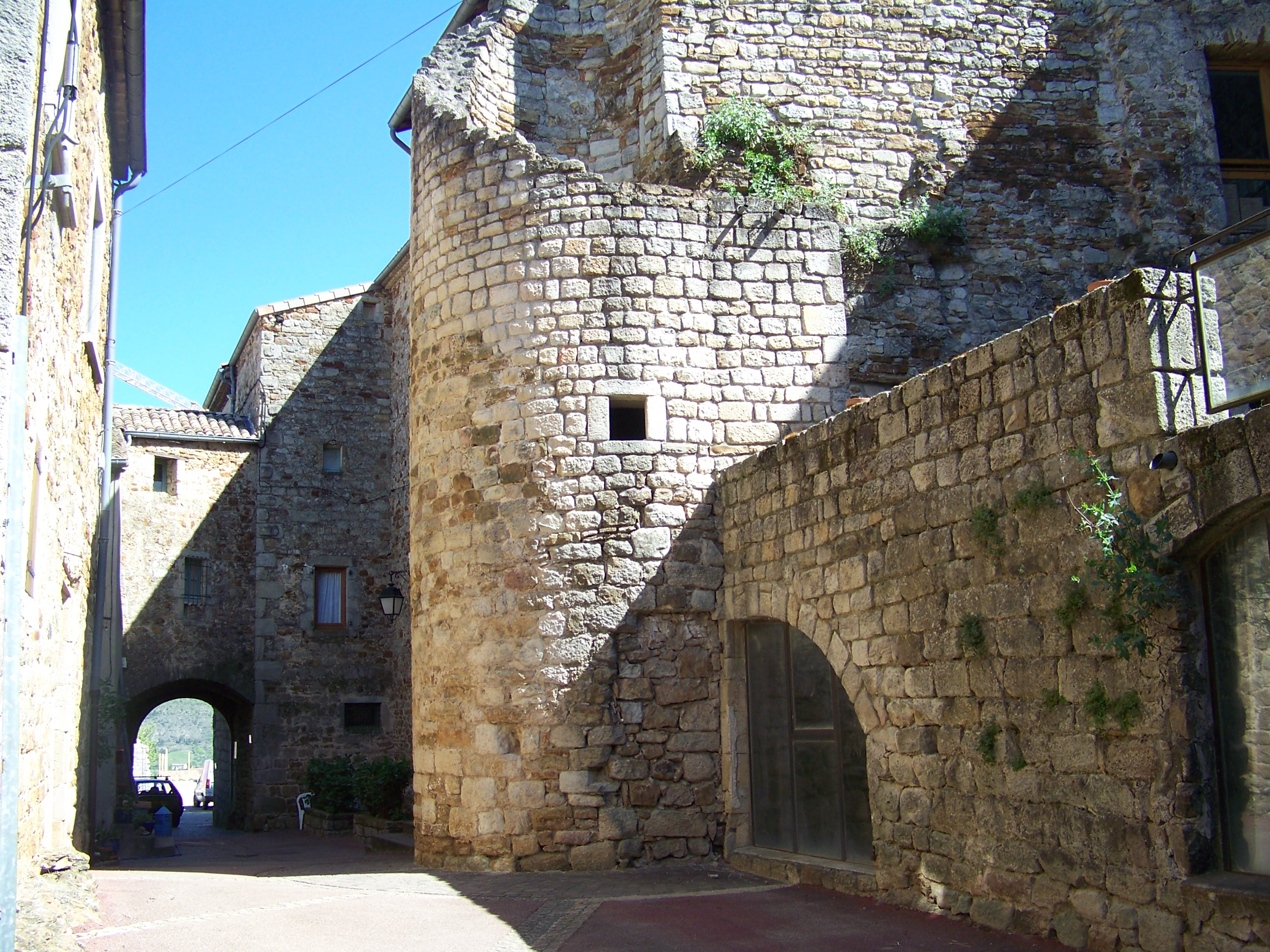
Vieille porte.

### Langue et idiomes
Vinezac est dans la zone linguistique occitane. L’occitan n’est actuellement que peu parlé, mais on en trouve les traces dans l’accent des habitants, partagé avec la majeure partie de l’Ardèche méridionale (accent du Sud), et les noms des quartiers du village : les Crozes, la Queirié, Chalensac ou la Vernade.
Curiosité linguistique : « taberlo » signifie idiot, stupide. Mais ce mot d'argot est également usité dans le reste de l'Ardèche.

### Spécialités agricoles
Vinezac est et a toujours été une zone de culture de la vigne. On y produit des vins reconnus « coteaux-de-l'ardèche ». La commune est également sur le territoire de l’appellation d'origine contrôlée « Côtes-du-vivarais », et les vins de Vinezac jouissent d’une réputation qui dépasse les frontières de l’Ardèche.
De nombreux oliviers sont cultivés sur la commune. Leur utilisation principale est la fabrication de l’huile d’olive. Il n’existe actuellement plus de moulin à huile à Vinezac, mais ils sont nombreux dans les communes avoisinantes.

### Personnalités liées à la commune

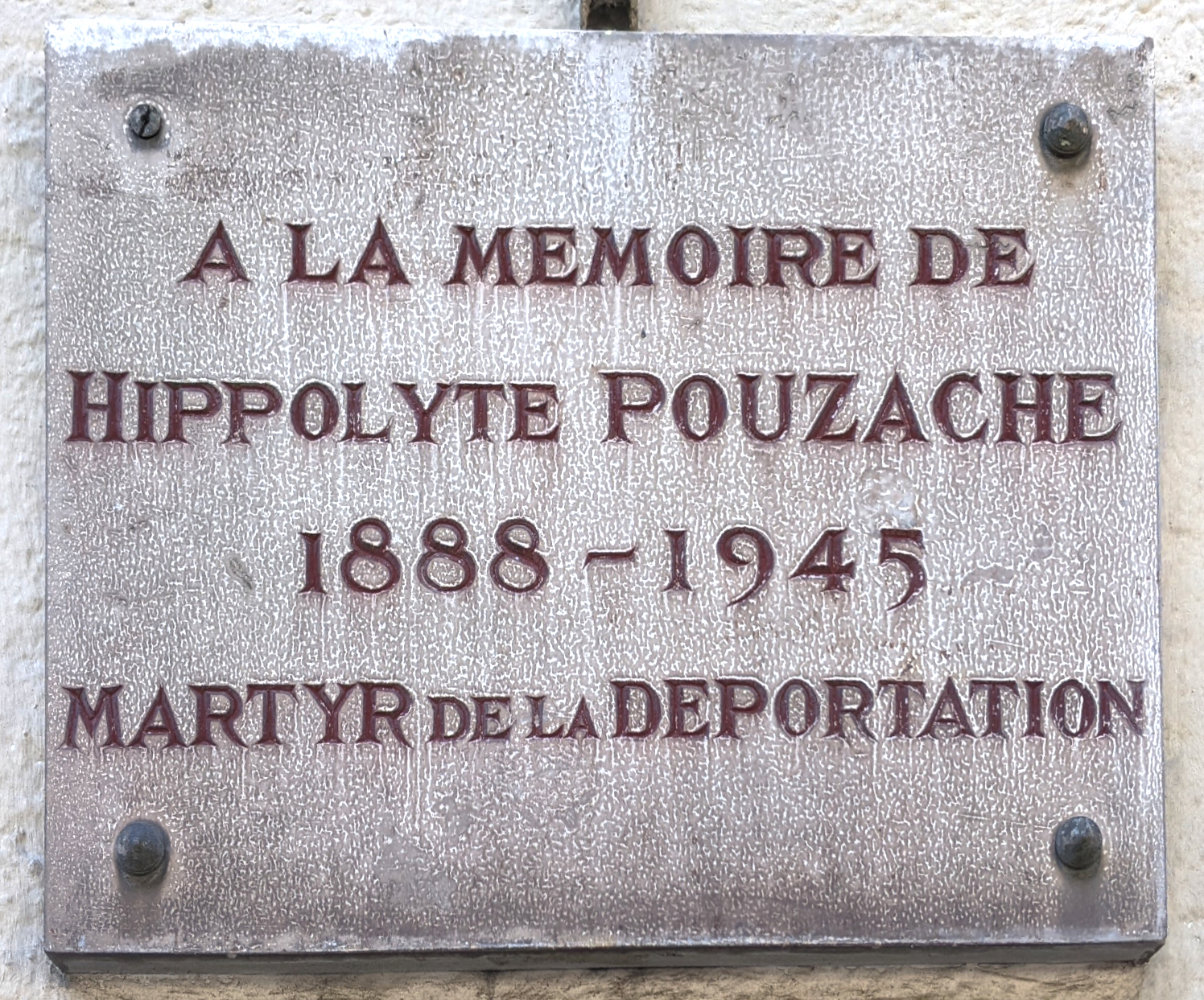
Plaque commémorative à Hippolyte Pouzache, à Lyon.

- Joseph-Xavier de Jullien de Vinezac (1749-1814), vicomte puis comte de Vinezac, chevalier de Saint-Lazare, lieutenant d'infanterie et anti-révolutionnaire.

- Hippolyte Pouzache (1888-1945), né à Vizenac, habitant au 78 Rue de la Charité à Lyon, est déporté à Neuengamme où il meurt en 1945. Une plaque commémorative rappelle son souvenir à son domicile lyonnais[27].